# 托爾馬切夫河
托爾馬切夫河是俄羅斯的河流，位於堪察加半島，河道全長約56公里，流域面積472平方公里，發源自托爾馬切夫湖，河水主要來自融雪、雨水、地下水和冰川。